# Лай
 Тази статия е за митичния персонаж.  За селото в Англия вижте Лай (село).  
Лай (на старогръцки: Λάιος, Laios) в древногръцката митология е цар на Тива в Беотия през 14 век пр.н.е., съпруг на Йокаста и баща на Едип.
Той е син на Лабдак, цар на Тива, който е син на Полидор и Никтеида, дъщеря на Никтей. Лай е правнук на Кадъм и богинята Хармония.

## Легенда
Когато Лай е на една година баща му умира. Затова Лик като опекун поема властта над Тива. Тива е завладяна от Амфион и Зет, които убиват Лик, и Лай изпратен за сигурност при Пелопс.
Лай е възпитаван от Пелопс. По-късно той учи Хрисип, красивият малък син на Пелопс, на състезания с коли. От обич той го завежда на сила в Тива. Пелопс го проклел да няма син и ако има да е убит от него. Според Херодот той получава това предсказание от оракула в Елеон при Танагра.
След смъртта на Амфион и Зет, предават властта на Лай. Лай се жени за Йокаста. Когато тя е бременна с първото си дете, той пита оракула на Делфи, който му казва, че син му е определен да го убие и да се ожени за майка си.
Йокаста ражда син Едип. Чрез един овчар Лай го оставя с прободени стъпала в планината Китерон. Детето било дадено на друг овчар, който пазел овцете на цар Полиб от Коринт. Понеже Полиб и Перибея нямат деца, го приемат и го отглеждат като тяхно. Дават му името Едип, заради подутите му крака.
Според Павзаний Лай е баща и на извънбрачната дъщеря Сфинкс.
Когато Едип тръгва за Фокида среща Лай в планината Китерон, който го кара да направи място. Понеже Едип не отстъпва Лай убива един негов кон, след което Едип убива Лай, без да знае, че му е баща. Дамасистрат, цар на близката Платея, намира убития и над него прави каменна камара. Цар на Тива става Креон, братът на Йокаста. По времето на управлението на Креон Хера изпраща Сфинкса в Тива. От благодарност, че победил Сфинкса Едип получил Йокаста (своята собствена майка) за жена и сменя Креон като цар на Тива. Йокаста ражда на Едип два сина и две дъщери. Като разбира, че Едип е нейният изхвърлен син, се самоубива, като се обесва, а Едип си избожда очите със златните ѝ фиби.